# Giuseppe Peano
Giuseppe Peano (Cuneo, Piemont, Olaszország, 1858. augusztus 27. – Torino, Olaszország, 1932. április 20.) olasz matematikus, logikatudós, nyelvész, a matematika axiómarendszereinek egyik megalapítója. Gottfried Wilhelm Leibniz és George Boole munkásságát követve igyekezett megalkotni a matematika formális logikai alapjait.

## Életpályája

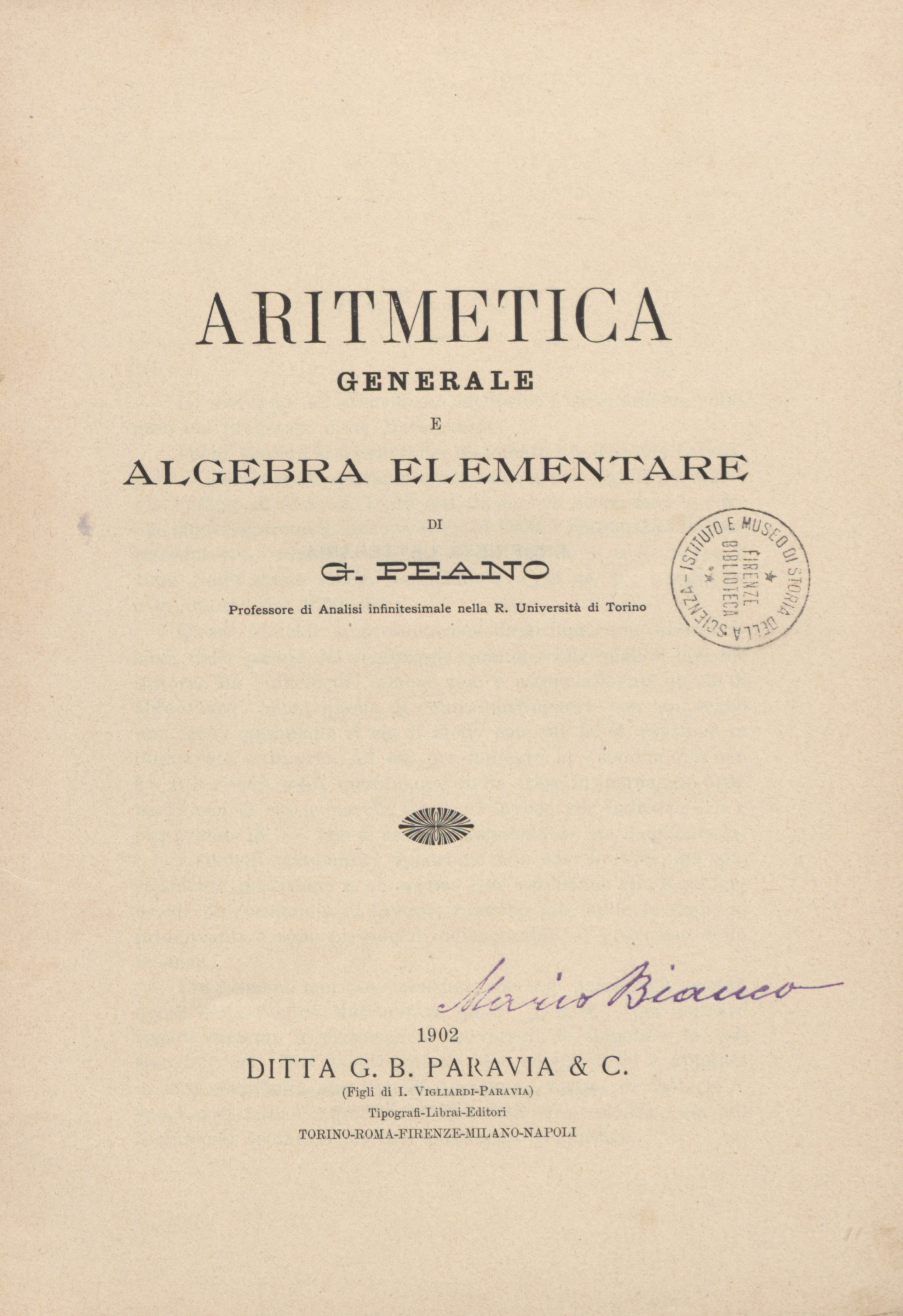
Aritmetica generale e algebra elementare, 1902

Családja ötödik gyermekeként született egy földműves családba, a Cuneo közelében fekvő, Tetti Galant nevű városban (Liguria, körülbelül 80 km-re Torinótól). Előbb szülőhelyén, majd Cuneóba járt iskolába, ahová naponta tíz kilométert kellett gyalogolnia, de remek tanulmányi eredményei voltak és ennek köszönhetően a torinói egyetemre mehetett tanulni, ahol már 22 évesen diplomát szerzett matematikából. 1884-től tanított a torinói egyetemen és 1890-ben professzorrá nevezték ki. Élete végéig ezen az egy egyetemen oktatott. Tanárként arra törekedett, hogy a hétköznapi ember is megérthesse egy logikusan felépített axiómarendszer segítségével az alapfogalmakat.

## Kutatásai
A valós függvénytanban, a topológiában ért el kiemelkedő eredményeket. Nevéhez fűződik egy olyan folytonos görbe konstruálása, amely átmegy egy egységnégyzet minden pontján, azaz kitölti a négyzetet (Peano-görbe). 1889-ben publikálta a modern matematika első axiómarendszerét (Peano-axiómarendszer), és sikerült megalapoznia vele a természetes számok elméletét.
Peano nevéhez fűződik a Latino sine flexione nevű mesterséges nyelv megalkotása is.

### A természetes számok Peano-axiómái
Legyen {\displaystyle \mathbb {N} } olyan halmaz, melyen definiálva van egy {\displaystyle S(n),n\in \mathbb {N} } függvény (successor: rákövetkező). Ekkor teljesülnek a következők.
- {\displaystyle 0\in \mathbb {N} }.
- {\displaystyle n\in \mathbb {N} \Rightarrow {S(n)}\in \mathbb {N} }.
- {\displaystyle S(x)=S(y)\Rightarrow x=y}.
- {\displaystyle \forall \,x\quad S(x)\neq 0}.
- {\displaystyle \rho \subseteq \mathbb {N} ,0\in \rho ,(n\in \rho \Rightarrow S(n)\in \rho )\Rightarrow \rho =\mathbb {N} } (matematikai indukció elve).

### Axiómarendszerekről
D. R. Hofstadter: Gödel, Escher, Bach c. könyvében azt a játékot teszi meg Peano öt posztulátumával, hogy kicseréli az axiómákban szereplő közismert fogalmakat mögöttes jelentés nélküli szavakkal. Érdekes kísérlet, hogy vajon megértjük-e, hogy mi mit jelent (az eredeti axiómák ismerete nélkül):
- A Szellem dzsinn.
- Minden dzsinnek van metája (ami szintén dzsinn).
- A Szellem semelyik dzsinnek sem metája.
- A különböző dzsinneknek különböző a metája.
- Ha a Szellem rendelkezik X-szel, és minden dzsinn továbbadja X-et a metájának, akkor minden dzsinn megkapja X-et.